# Degrés Saint-Pierre
Les degrés Saint-Pierre sont un escalier situé dans le centre de Liège en Belgique.

## Description

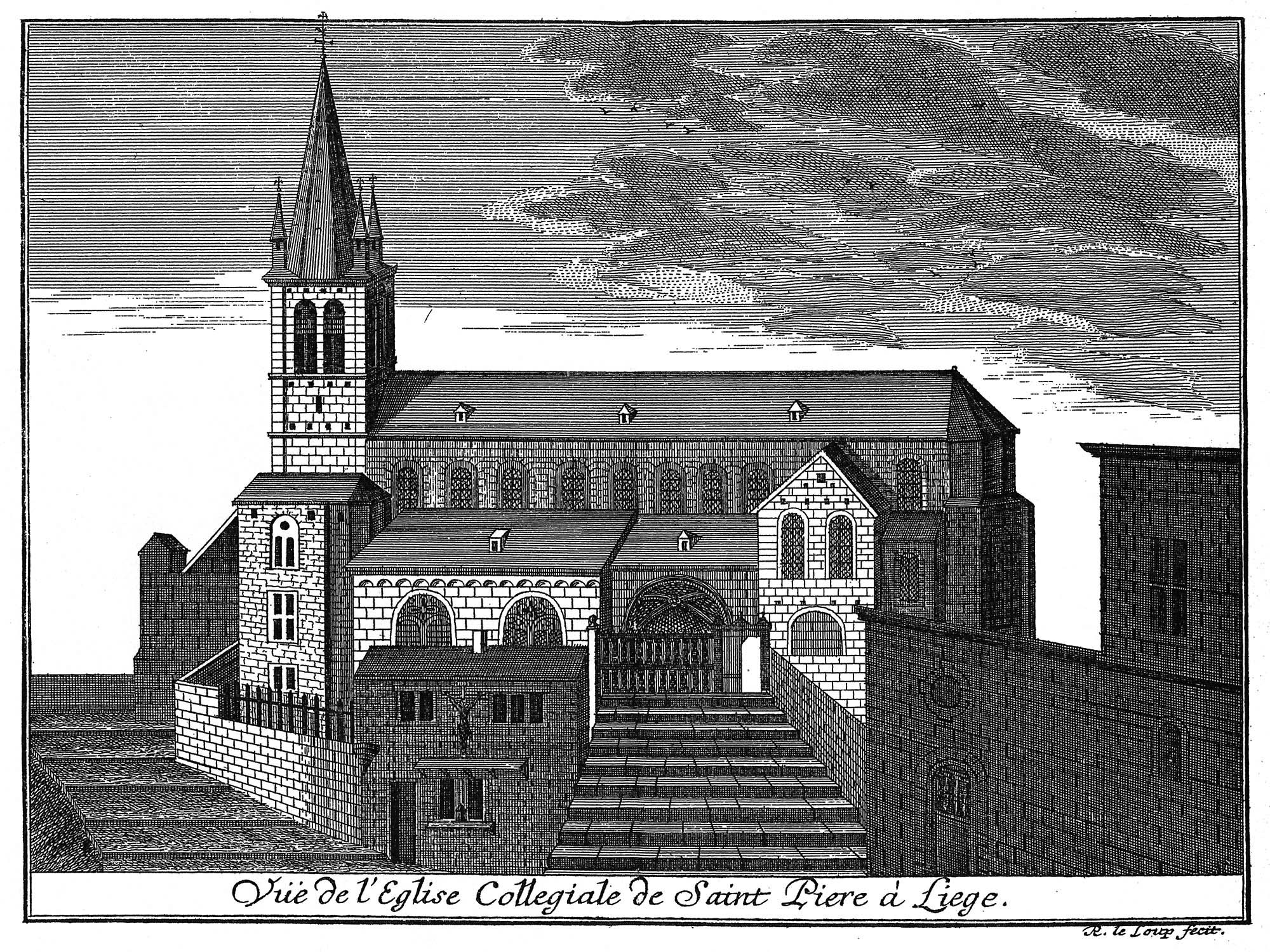
Les degrés longeant le site de la collégiale Saint-Pierre en 1740 (à gauche).

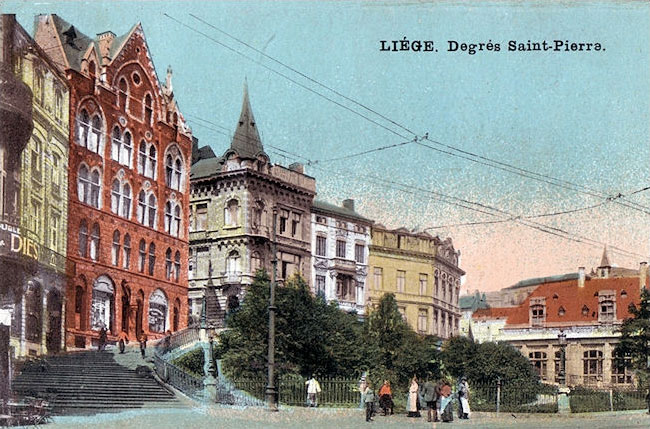
Les degrés remontant le square Notger au début du XXe siècle (à gauche).

Tout comme la rue du même nom située à proximité, l'escalier fait référence à la collégiale Saint-Pierre, fondée en 709 et détruite à partir de 1811. Un escalier portant déjà ce nom prolongeait autrefois la rue Saint-Pierre, longeait la collégiale et l'église Saint-Clément et Saint-Trond, puis débouchait sur la rue des Mauvais Chevaux, connectée au Vieux Marché, situé devant l'entrée du palais des prince-évêques sur l'actuelle place Saint-Lambert. 
Les environs sont fort modifiés durant le au début du XIXe siècle qui connaît la disparition des derniers vestiges de la cathédrale Saint-Lambert, la disparition de la collégiale, l'arrivée du chemin de fer et la création de la gare de Liège-Palais ainsi que la création du square Notger, dans lequel l'escalier est réintégré. Lors des aménagements de la place Saint-Lambert débutés durant les années 1970, les environs sont à nouveau complètement modifiés, et le début de la rue Saint-Pierre disparait, ainsi que le square Notger et les degrés Saint-Pierre eux-mêmes. Tout comme la rue de l'Official ou la rue Saint-Michel, le nom des degrés et réutilisé en 2009 pour l'escalier actuel situé à environ 50 mètres au Sud, dans l'îlot Saint-Michel,.

## Voies adjacentes
- Place Saint-Lambert
- Rue de l'Official